# Jacob Fackman
Jacob Fackman (fl.1662–1666) fue un bucanero y pirata inglés activo en el Caribe. Es mejor conocido por atacar a los españoles junto a otros piratas como Henry Morgan, John Morris y David Marteen .

## Historia
Es posible que Fackman haya llegado a Jamaica con la fuerza de invasión de Cromwell en 1655 junto con el futuro bucanero Thomas Freeman. Antes de mudarse a Jamaica, Fackman se tiene registro que residía en Barbados. Se registra que empleó a varios sirvientes ingleses y galeses contratados allí ya en 1655.
Fackman sacó por primera vez una patente de corso contra los españoles expedida por el gobernador de Jamaica, Thomas Hickman-Widsor, a fines de 1662. En su fragata Cagway se unió a Christopher Myngs y otros bucaneros en el saqueo de Santiago de Cuba, y probablemente todavía estaba con Myngs cuando atacó Campeche a principios de 1663. Con una comisión renovada a fines de 1663, navegó nuevamente hacia territorio español.
Al año siguiente se unió a los corsarios John Morris, Henry Morgan, David Marteen y Thomas Freeman para asaltar Tabasco, México y saquear Villahermosa. Mientras saqueaban la ciudad, los españoles se apoderaron de sus barcos anclados. Después de repeler un ataque español  capturaron algunos barcos y continuaron a través de América Central. Moviéndose a través de Honduras y Nicaragua, consiguieron la ayuda de las tribus locales para capturar Granada, que había sido saqueada por Edward Mansvelt solo un año antes. Acercándose a la guarnición sin ser detectados gracias a la ayuda de guías nativos, los bucaneros “dispararon una andanada, volcaron 18 grandes cañones en la Plaza Parada, tomaron la casa del Sargento Mayor, donde estaban todas sus armas y municiones, aseguradas en la Gran Iglesia 300 de los mejores prisioneros, [una] abundancia de los cuales eran eclesiásticos, saquearon durante 16 horas, liberaron a los prisioneros, hundieron todos los botes y así se fueron.” 
El grupo regresó a Port Royal en el verano de 1665, menos David Marteen, que era holandés y desconfiaba de quedarse en un puerto inglés después de enterarse de que había estallado la Segunda Guerra Anglo-Holandesa. El nuevo gobernador de Jamaica, Thomas Modyford, desconfiaba de los bucaneros, pero protestaron diciendo que habiendo estado fuera 22 meses y sin saber nada del cese entre el Rey y el español no habían sabía que los objetivos españoles ahora estaban fuera de los límites y habían estado operando bajo las comisiones de Windsor que ahora tenían dos años.
Las actividades posteriores de Fackman no se registran. El eventual sucesor de Modyford, William Beeston, escribió sobre ellos el verano siguiente: 
“El capitán Fackman y otros llegaron de la toma de los pueblos de Tabasco y Villahermosa, en la Bahía de México, y aunque no hacía mucho que se había proclamado la paz con los españoles, todavía los corsarios salían y entraban, como si hubiera habido una guerra real, sin comisión.” 